# Kappabashi-dori

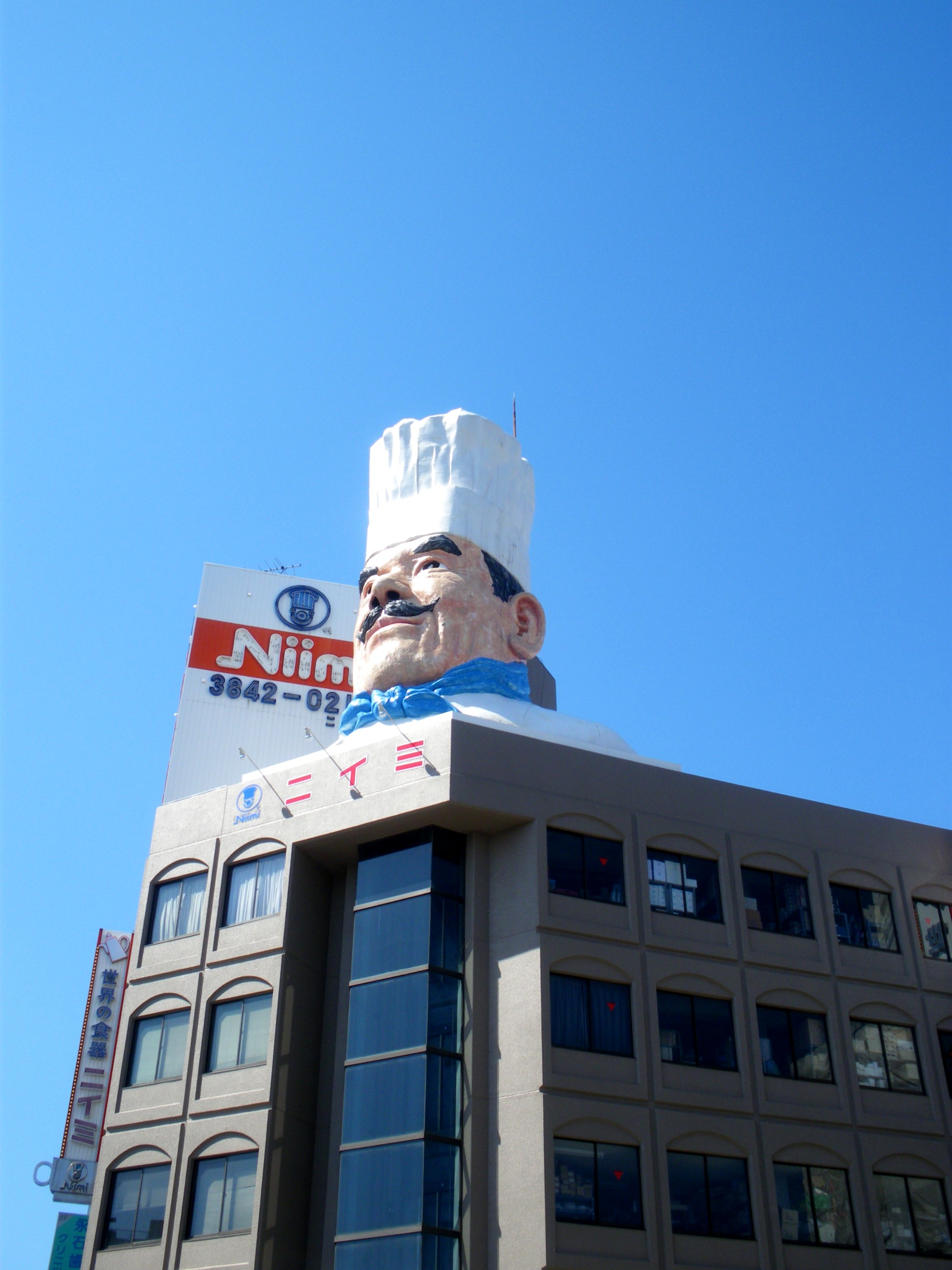
Ett enormt kockhuvud fungerar som landmärke för södra änden av Kappabashi-dori

Kappabashi-dori eller Kappabashi Dogu-gai (ofta bara Kappabashi eller på engelska Kitchen Town) är en gata i Tokyo mellan Ueno och Asakusa. Gatan domineras helt av butiker som har restaurangbranschen som målgrupp och säljer knivar och andra köksredskap och -maskiner, porslin, restauranginredning och sampuru. Gatan är en mindre turistattraktion, och vissa butiker annonserar i flygbolagens ombordtidningar. Närmaste tunnelbanestation är Tawaramachi på Ginza-linjen. Affärerna öppnar runt 9 på förmiddagen, men de flesta är stängda på sön- och helgdagar.